# 石田光洋
石田 光洋（いしだ みつひろ、1978年12月29日 - ）は、日本の男性総合格闘家。茨城県つくば市出身。元修斗環太平洋ライト級王者。

## 来歴
霞ヶ浦高校時代は、レスリング部に所属。3年時には、全国高校選抜大会58kg級5位、全国高校グレコローマン選手権58kg級5位の成績を残した。
2001年7月6日、プロ修斗デビュー戦で杉江"アマゾン"大輔と対戦し、0-3の判定負け。
2004年11月12日、修斗杉江"アマゾン"大輔と対戦し、判定勝ちを収めリベンジを果たす。
2006年2月17日、修斗環太平洋ウェルター級（-70kg）王座決定戦で冨樫健一郎と対戦し、2-0の判定勝ちを収め王座獲得に成功した。

### PRIDE
2006年4月2日、PRIDE初出場となったPRIDE 武士道 -其の拾-でポール・ロドリゲスと対戦し、フロントチョークで一本勝ち。
2006年6月4日、PRIDE 武士道 -其の十一-では、PRIDEライト級王者・五味隆典を破ったマーカス・アウレリオと対戦。パウンドの連打で圧倒し、3-0の判定勝ち。
2006年8月26日、PRIDE 武士道 -其の十二-でクリスチャーノ・マルセロと対戦し、3-0の判定勝利。
2006年12月31日、PRIDE 男祭り 2006で五味隆典と対戦。左ミドルキックにカウンターの左ストレートを合わせられ、ダウンをしたところに追撃のパウンドを受けKO負け。
2007年1月、大晦日のKO負けで期限内に防衛戦を行うことが不可能になったため、修斗環太平洋ウェルター級王座を返上した。
2007年12月31日、やれんのか! 大晦日! 2007でギルバート・メレンデスと対戦。高速タックルでのテイクダウンを連発し、3-0の判定勝ち。

### DREAM
2008年3月15日、DREAM.1のライト級グランプリ1回戦でチョン・ブギョンと対戦し、3-0の判定勝ち。
2008年5月11日、DREAM.3のライト級グランプリ2回戦で宇野薫と対戦し、チョークスリーパーで一本負け。
2008年9月20日、Strikeforce初出場となったカリフォルニア州ビバリーヒルズで開催されたStrikeforce: At The Mansion 2でジャスティン・ウィルコックスと対戦し、腕ひしぎ十字固めで一本勝ち。
2009年3月8日、DREAM.7で中村大介と対戦し、3-0の判定勝ちを収めた。
2009年5月10日、修斗で廣田瑞人と対戦し、パウンドでTKO負けを喫した。
2009年8月15日、カリフォルニア州サンノゼのHPパビリオンで開催されたStrikeforce: Carano vs. CyborgのStrikeforce世界ライト級暫定タイトルマッチで王者ギルバート・メレンデスと再戦し、TKO負けを喫し王座獲得に失敗した。1年8か月ぶりの再戦であったが、リベンジを許した。
2010年7月10日、フェザー級転向初戦となったDREAM.15でDJ.taikiと対戦し、3-0の判定勝ちを収めた。
2010年9月25日、DREAM.16で西浦"ウィッキー"聡生と対戦し、2-1の判定勝ちを収めた。
2010年11月23日、シュートボクシング初参戦となったSHOOT BOXING WORLD TOURNAMENT S-cup 2010のSB vs. DREAM対抗戦で鈴木博昭と対戦し、2R左ストレートでKO負けを喫した。
2011年12月11日、DEEP初出場となったDEEP 56 IMPACTでチェ・ドゥホと対戦し、跳び膝蹴りでダウンを奪われパウンドでTKO負けを喫した。
2012年7月6日、自身のブログ上にて、格闘技選手としての活動の休止を発表した。

## 人物・エピソード
- タックルとスタミナが長所で、試合を終えた後のマイクパフォーマンス、インタビューでは非常に紳士的かつ謙虚な対応を見せる。
- 桜井"マッハ"速人、川尻達也、桜井隆多らとは親交が厚く、特に川尻のセコンドにつく際は、大きな声で的確な指示を与えている。
- かつて高田延彦が主催する髙田道場に在籍していたが、道場から逃げ出し退団した[9]。しかしPRIDEで活躍したことにより、PRIDEで統括本部長を行っていた高田延彦本人から高田の愛称であった「新・青春のエスペランサ」の称号を受け継ぐことになった。

## 戦績

### 総合格闘技
| 総合格闘技 戦績 | 総合格闘技 戦績 | 総合格闘技 戦績 | 総合格闘技 戦績 | 総合格闘技 戦績 | 総合格闘技 戦績 | 総合格闘技 戦績 |
| --------------- | --------------- | --------------- | --------------- | --------------- | --------------- | --------------- |
| 29 試合         | (T)KO           | 一本            | 判定            | その他          | 引き分け        | 無効試合        |
| 20 勝           | 3               | 2               | 15              | 0               | 1               | 0               |
| 8 敗            | 4               | 1               | 3               | 0               | 1               | 0               |

| 勝敗 | 対戦相手                       | 試合結果                             | 大会名                                                                       | 開催年月日     |
| ×    | チェ・ドゥホ                   | 1R 1:33 TKO（跳び膝蹴り→パウンド）   | DEEP 56 IMPACT                                                               | 2011年12月17日 |
| ×    | ヨアキム・ハンセン             | 2R（10分/5分）終了 判定1-2           | DREAM JAPAN GP -2011バンタム級日本トーナメント-                              | 2011年5月29日  |
| ○    | 西浦"ウィッキー"聡生           | 2R（10分/5分）終了 判定2-1           | DREAM.16                                                                     | 2010年9月25日  |
| ○    | DJ.taiki                       | 2R（10分/5分）終了 判定3-0           | DREAM.15                                                                     | 2010年7月10日  |
| ×    | ギルバート・メレンデス         | 3R 3:56 TKO（パウンド）              | Strikeforce: Carano vs. Cyborg 【Strikeforce世界ライト級暫定タイトルマッチ】 | 2009年8月15日  |
| ×    | 廣田瑞人                       | 1R 1:33 TKO（右ストレート→パウンド） | "修斗伝承 ROAD TO 20th ANNIVERSARY FINAL"                                    | 2009年5月10日  |
| ○    | 中村大介                       | 2R（10分/5分）終了 判定3-0           | DREAM.7 フェザー級グランプリ2009 開幕戦                                      | 2009年3月8日   |
| ○    | ジャスティン・ウィルコックス   | 1R 1:21 腕ひしぎ十字固め             | Strikeforce: At The Mansion 2                                                | 2008年9月20日  |
| ×    | 宇野薫                         | 2R 1:39 チョークスリーパー           | DREAM.3 ライト級グランプリ2008 2nd ROUND 【ライト級グランプリ 2回戦】        | 2008年5月11日  |
| ○    | チョン・ブギョン               | 2R（10分/5分）終了 判定3-0           | DREAM.1 ライト級グランプリ2008 開幕戦 【ライト級グランプリ 1回戦】           | 2008年3月15日  |
| ○    | ギルバート・メレンデス         | 2R（10分/5分）終了 判定3-0           | やれんのか! 大晦日! 2007                                                     | 2007年12月31日 |
| ×    | 五味隆典                       | 1R 1:14 KO（左ストレート→パウンド）  | PRIDE 男祭り 2006 -FUMETSU-                                                  | 2006年12月31日 |
| ○    | デビッド・ベルクヘーデン       | 2R（10分/5分）終了 判定3-0           | PRIDE 武士道 -其の十三-                                                      | 2006年11月5日  |
| ○    | クリスチャーノ・マルセロ       | 2R（10分/5分）終了 判定3-0           | PRIDE 武士道 -其の十二-                                                      | 2006年8月26日  |
| ○    | マーカス・アウレリオ           | 2R（10分/5分）終了 判定3-0           | PRIDE 武士道 -其の十一-                                                      | 2006年6月4日   |
| ○    | ポール・ロドリゲス             | 1R 2:29 フロントチョーク             | PRIDE 武士道 -其の拾-                                                        | 2006年4月2日   |
| ○    | 冨樫健一郎                     | 5分3R終了 判定2-0                    | 修斗 SHOOTO The Victory of The Truth 【修斗環太平洋ウェルター級王座決定戦】  | 2006年2月17日  |
| ○    | 中蔵隆志                       | 3R 1:31 TKO（ドクターストップ）      | 修斗 ALIVE ROAD                                                              | 2005年8月20日  |
| ○    | 佐東伸哉                       | 1R 3:03 TKO（タオル投入）            | D.O.G                                                                        | 2005年3月12日  |
| ○    | 杉江"アマゾン"大輔             | 5分3R終了 判定3-0                    | 修斗 WANNA SHOOTO 2004                                                       | 2004年11月12日 |
| ×    | ビトー・"シャオリン"・ヒベイロ | 5分3R終了 判定0-3                    | Shooto Hawaii: Soljah Fight Night                                            | 2004年7月9日   |
| ○    | 福本よう一                     | 5分3R終了 判定3-0                    | 修斗                                                                         | 2004年3月4日   |
| ○    | 大河内貴之                     | 5分2R終了 判定3-0                    | 修斗                                                                         | 2004年1月24日  |
| △    | 松下直揮                       | 5分2R終了 判定1-0                    | 修斗                                                                         | 2003年7月13日  |
| ○    | 朴光哲                         | 5分2R終了 判定3-0                    | 修斗                                                                         | 2003年2月6日   |
| ○    | 倉持昌和                       | 5分2R終了 判定3-0                    | 修斗                                                                         | 2002年1月12日  |
| ○    | 小島直人                       | 2R 1:58 TKO（パウンド）              | 修斗 SHOOTO GIG EAST 2001-07                                                 | 2001年11月26日 |
| ○    | 小谷ヒロキ                     | 5分2R終了 判定3-0                    | 修斗 SHOOTO TO THE TOP                                                       | 2001年9月27日  |
| ×    | 杉江"アマゾン"大輔             | 5分2R終了 判定0-3                    | 修斗 SHOOTO TO THE TOP                                                       | 2001年7月6日   |

### グラップリング
| 勝敗 | 対戦相手 | 試合結果            | 大会名                        | 開催年月日    |
| △    | 星野勇二 | 5分2R終了 判定40-40 | GCM THE CONTENDERS-8 INFINITY | 2003年5月25日 |

### キックボクシング
| 勝敗 | 対戦相手 | 試合結果                   | 大会名                                   | 開催年月日     |
| ×    | 鈴木博昭 | 2R 2:21 KO（左ストレート） | SHOOT BOXING WORLD TOURNAMENT S-cup 2010 | 2010年11月23日 |

## 獲得タイトル
- アマチュアリングス 70kg級 優勝（1999年）
- 全日本アマチュア修斗選手権 ミドル級 3位（1999年）
- 全日本アマチュア修斗選手権 ウェルター級 3位（2000年）
- 第2代修斗環太平洋ウェルター級王座（2006年）